# Sinagoga Unida de Hoboken
La Sinagoga Unida de Hoboken (en inglés, United Synagogue of Hoboken) es una sinagoga conservadora en Hoboken, condado de Hudson, Nueva Jersey (Estados Unidos).

## Historia
En 1946, el Centro Judío de Hoboken y la Sinagoga Estrella de Israel se fusionaron para formar la Sinagoga Unida de Hoboken. Originalmente, la sinagoga Moses Montefiore había sido invitada a unirse a la fusión, pero se negó cuando se enteró de que habría asientos mixtos para los servicios religiosos.

## Arquitectura
El edificio de 1915 de la Congregación Estrella de Israel se encuentra entre los edificios de sinagogas más antiguos de Nueva Jersey. Estuvo cerrado durante dos décadas antes de ser reabierto en 1989. Continúa en uso por la congregación. Se completó una restauración externa completa en 2009 con la ayuda de una subvención equivalente de 280 000 dólares del New Jersey Historic Trust. La sinagoga figura tanto en el Registro de Lugares Históricos de Nueva Jersey como en el Registro Nacional de Lugares Históricos.